# Утопим Мону!
«Утопим Мону!» (англ. Drowning Mona) — американская детективная комедия 2000 года режиссёра Ника Гомеса.

## Синопсис
Мона Дирли — это самый ненавистный человек в Верпланке, небольшом городке в Нью-Йорке. Она ужасна: взбалмошная, ревнивая, агрессивная грубиянка и алкоголичка, которую не любят даже члены семьи. Однажды Мона погибает, съехав на машине в реку. В ходе расследования шериф Уайатт Раш приходит к выводу, что трагедия не была случайностью.

## В ролях
- Дэнни Де Вито — шериф Уайатт Раш
- Бетт Мидлер — Мона Дирли
- Нив Кэмпбелл — Эллен (Элли) Раш
- Джейми Ли Кёртис — Рона Мейс
- Кейси Аффлек — Бобби Кальцоне
- Уильям Фихтнер — Фил Дирли
- Маркус Томас[англ.] — Джеф Дирли
- Питер Добсон[англ.] — лейтенант Фиг Грубер
- Кэтлин Уилхойт — Люсинда
- Марк Пеллегрино — Мерф Кальцоне
- Трейси Уолтер — Кларенс
- Уилл Феррелл — Кабби, директор похоронного бюро
- Пол Бен-Виктор — Тони Карлуччи
- Пол Шульц[англ.] — Джимми Д.
- Мелисса Маккарти — Ширли
- Брайан Дойл-Мюррей[англ.] — водитель эвакуатора
- Рэймонд О’Коннор[англ.] — отец Том
- Лиза Риффел[англ.] — Валери

## Прокат
В североамериканский прокат «Утопим Мону!» была выпущена 3 марта 2000 года. В США по итогам первых выходных картина дебютировала на четвёртой строчке хит-парада, уступив только фильмам «Мой пёс Скип», «Лучший друг» и «Девять ярдов» и собрав 5,8 миллиона долларов. Через две недели фильм выбыл из первой десятки и в дальнейшем продолжил падение  в рейтинге. С лета 2000 года начался прокат картины в мире. Фильм провалился в прокате, при бюджете в 37 миллионов долларов он собрал всего 15,5 миллионов в США и 400 тысяч в международном прокате.

## Отзывы критиков
Фильм получил преимущественно негативные отзывы критиков. На сайте-агрегаторе Rotten Tomatoes фильм имеет рейтинг одобрения только 29 %, а общий консенсус гласит: «„Утопим Мону!“ — это свистящий фарс, который заставит зрителей отключиться до того, как тайна будет раскрыта». На Metacritic фильм имеет рейтинг 25 из 100 на основе 32 рецензий.

## Награды и номинации
В 2001 году на премии ALMA Ник Гомес получил номинацию как лучший режиссёр художественного фильма.